# Damrongia purpureolineata
Damrongia purpureolineata là một loài thực vật có hoa trong họ Tai voi (Gesneriaceae). Loài này có ở miền bắc Thái Lan (Lamphun); được Kerr thiết lập nhưng do Craib công bố mô tả khoa học đầu tiên năm 1918. Nó là loài điển hình của chi Damrongia.
Năm 1972, David Wood chuyển nó sang chi Chirita, mà không đưa ra lý do của việc hạ cấp chi Damrongia.
Năm 2011, Weber et al. phục hồi lại chi Damrongia để chuyển một số loài từ chi Chirita theo định nghĩa khi đó sang, trong đó có cả loài điển hình của chi.